# Donald Robertson (scheidsrechter)
Donald Robertson (Glasgow, 1 januari 1987) is een Schots voetbalscheidsrechter. Hij werd vanaf 2017 opgenomen door FIFA en UEFA en fluit sindsdien internationale wedstrijden. Hij is ook actief in de UEFA Youth League.
Op 6 juli 2017 maakte Robertson zijn debuut in Europees verband tijdens een wedstrijd tussen Sūduva Marijampolė en Sjachtjor Salihorsk in de voorrondes van de UEFA Europa League. De wedstrijd eindigde op 2–1.
Zijn eerste interland floot hij op 7 september 2019 toen Turkije 1–0 won tegen Letland.

## Interlands
| Datum            | Plaats                    | Wedstrijd          | Uitslag | Competitie                  | Kreeg geel | Kreeg voor de tweede keer geel en dus rood | Weggestuurd |
| ---------------- | ------------------------- | ------------------ | ------- | --------------------------- | ---------- | ------------------------------------------ | ----------- |
| 6 september 2019 | Istanboel, Turkije        | Turkije – Andorra  | 1 – 0   | Kwalificatie EK 2020        | 7          | 0                                          | 0           |
| 10 oktober 2020  | Luxemburg-stad, Luxemburg | Luxemburg – Cyprus | 2 – 0   | UEFA Nations League 2020/21 | 4          | 0                                          | 0           |

Laatste aanpassing op 5 mei 2021